# Escudo de Arenas de Iguña
El escudo de Arenas de Iguña es uno de los símbolos del ayuntamiento de Arenas de Iguña (Cantabria), junto a su bandera. Dicho escudo queda organizado de la manera siguiente: escudo dividido en mantel: 1.º, de plata, una cruz floronada y vacía de gules; 2.º, de azul, una torre de plata; 3.º de gules, una flor de lis, de oro. Va timbrado con la corona real española.
El escudo fue adoptado en sesión plenaria celebrada por el ayuntamiento siendo autorizado por el Consejo de Gobierno de Cantabria el día 18 de abril de 1991, previo informe favorable emitido por la Real Academia de la Historia.